# Tomșani (Vâlcea)
Tomșani est une commune roumaine située dans le județ de Vâlcea.